# Bajecã
Abu Huceine Bajecã Almacani (em árabe: أبو الحسين بجكم المكاني; romaniz.: Abū al-Husayn Bajkam al-Mākānī), geralmente apenas referido apenas como Bajecã (Bäčkäm uma palavra pérsico-turca que significa calda de cavalo ou iaque), foi um comandante e oficial militar turco do Califado Abássida. Um antigo gulam da dinastia ziárida, Bajecã entrou para serviço abássida após o assassinado do governante ziárida Mardavige (r. 930–935) em 935. Durante seu mandato de cinco anos na corte califal de Baguedade, foi agraciado com o título de emir de emires, consolidando seu domínio sobre os califas Arradi (r. 934–940) e Almutaqui (r. 940–944) e dando-o poder absoluto sobre os domínios deles.
Bajecã foi desafiado em todo seu governo por vários oponentes, incluindo seu predecessor como emir de emires, ibne Raique, os Albarides de Baçorá, e os buídas do Irã, mas conseguiu manter o controle até sua morte. Foi assassinado por um grupo de curdos durante uma excursão de caça em 941, pouco depois da ascensão de Almutaqui como califa. Bajecã foi conhecido por seu governo firme e por seu patrocínio de intelectuais de Baguedade, a quem respeitavam e, em alguns casos, tornaram-se amigos. Sua morte levou um vazio do poder central, resultando num breve período de instabilidade e luta na capital.

## Biografia

### Início da carreira militar e serviço sob ibne Raique

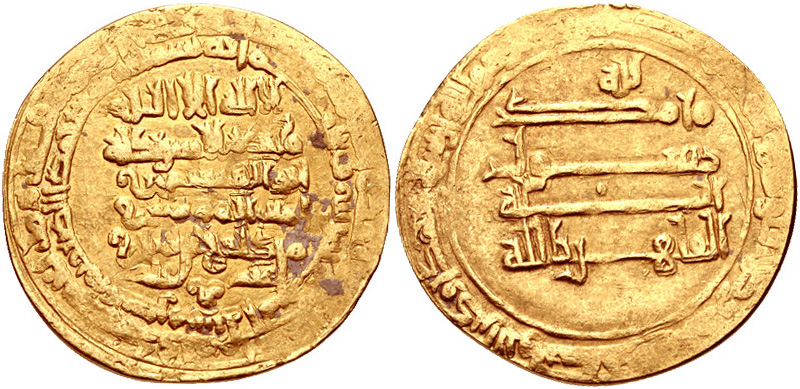
Dinar de ouro de Mardavige r.

Detalhes do começo da vida de Bajecã são desconhecidos. Foi um dos gulans (escravos militares, geralmente de origem turca) do chefe militar dailamita Macã ibne Caqui do norte do Irã. Macã cuidou de seu treinamento e educação, algo pelo que o último mostrou gratidão ao adotar o nome de seu patrão como seu nisba (sobrenome). Após Macã, Bajecã entrou no serviço de Mardavige (r. 930–935), fundador do Reino Ziárida, que veio a controlar Dailão, Jibal e Tabaristão. Mardavige maltratou seu gulans, que consequentemente assassinaram-o em Ispaã em janeiro de 935, um ato que Bajecã pode ter sido cúmplice. Depois da morte de Mardavige, muitos dos gulans a serviço dos ziáridas dispersaram. Bajecã e seu colega oficial Tuzum assumiram a liderança de um grande grupo e, depois do primeiro oferecer seus serviços para o novo governador de Jibal, Haçabe ibne Harune, partiram para a corte abássida em Baguedade. Primeiramente, a oferta deles foi rejeitada pela corte, onde os guardas califais Hujari ciosamente guardaram suas prerrogativas, mas os gulans foram posteriormente tomados no serviço de Maomé ibne Raique, governador de Baçorá e Uacite no sul do Iraque. Agora conhecido como Bajecã Raiqui, criou uma grande força militar sob seu comando consistindo de seus próprios seguidores bem como turcos e dailamitas adicionais convocados de Jibal.

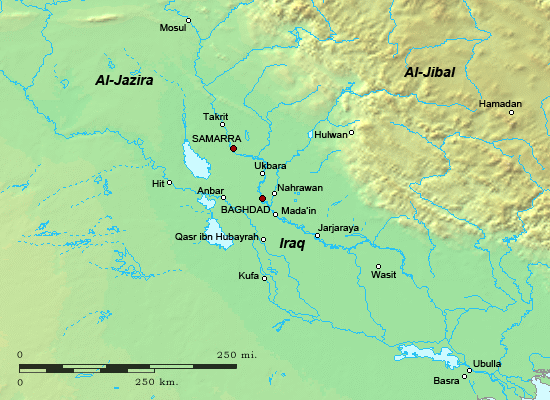
Iraque em meados do século IX

Síria no século IX

No começo de novembro de 936, o califa Arradi (r. 934–940) outorgou o recém-criado título de emir de emires para ibne Raique, que foi efetivamente concedido controle absoluto sobre o califado. Isso provocou a reação de vários governadores provinciais bem como de poderosos grupos interessados em Baguedade, tal como os guardas califais. Contra eles, ibne Raique empregou Bajecã e seus apoiantes turcos. Com sua ajuda, conseguiu neutralizar as unidades de guarda Hujari e Saji, após o qual, em fevereiro de 937, Bajecã foi recompensado com os postos de saíbe da xurta ou chefe de polícia e governador das províncias orientais.
Muito mais difícil e prolongada foi a guerra contra o ambicioso governador de Avaz, Abu Abedalá Albaridi, que visava suplantar ibne Raique. A família de Albaridi foi de origem baçorina, e serviu os abássidas em várias funções oficiais antes de conseguir afirmar um fraco domínio sobre o Cuzistão. ibne Raique foi derrotado e forçado a deixar Baçorá para os Albarides, mas Bajecã salvou a situação ao conseguir duas grandes vitórias, apesar de ser superado, que permitiu-lhe tomar o controle do Cuzistão. O embaraçado Albaridi virou-se para seu poderoso vizinho, o governante buída de Pérsis, Ali ibne Buia (r. 934–949), para ajudar. Amade, irmão de Ali, logo conquistou o Cuzistão e ibne Raique foi forçado a oferecer a posse da província como um domínio independente se Bajecã recuperasse-a. Bajecã, contudo, foi repelido pelas forças buídas e retrocedeu para Uacite.
Ignorando as ordens de ibne Raique para retomar o Cuzistão, Bajecã permaneceu em Uacite e começou a conspirar para depô-lo. Para este fim, procurou aliados: ofereceu o governo de Uacite para os Albarides, e apesar do antigo vizir ibne Mucla, que desejavam vingar-se de ibne Raique por sua queda e confisco de sua propriedade, ganhou o apoio encoberto do califa Arradi. Em setembro de 938, Bajecã levou suas tropas de Uacite para Baguedade. Ibne Raique tentou sem sucesso imperador seu avanço destruindo as grandes barragens do Canal de Naravã e inundando o campo, mas o exército de Bajecã entrou a capital abássida sem oposição, e Arradi imediatamente transferiu o título de ibne Raique para Bajecã.

### Emir de emires
Apesar da contínua relegação de Arradi para um papel cerimonial, a relação entre o califa e Bajecã foi forte, com Arradi louvando-o por sua disciplina rigorosa e referindo-se a ele como seu "protegido". Arradi foi apreciativo do respeito de Bajecã por sua posição como califa, e prometeu seu apoio para o emir de emires. Em outubro ou novembro de 938, Bajecã e o califa fizeram campanha contra a influência do emir hamadânida de Moçul, Haçane ibne Abedalá (r. 935–967), que tomou vantagem do conflito no Iraque para cessar o encaminhamento da receita de sua província para Baguedade. Embora o exército de Bajecã capturou Moçul, Haçane fugiu perante ele para os mais remotos cantos de seu domínio, onde as forças invasoras perseguiram-o em vão. Nesse meio tempo, a população local ressentiu a presença das tropas califais e iniciou uma guerrilha contra elas, enquanto ibne Raique usou a ausência de Bajecã para tomar o controle de Baguedade como chefe da força carmata. Estes eventos forçaram Bajecã a negociar com seus rivais: os hamadânidas foram restaurados em sua província em troca do pagamento de tributos atrasados, e ibne Raique foi subordinado com o governo das províncias de Tárique Alfurate, Diar Modar, Junde de Quinacerim e Alauacim, que também foram reivindicadas pelos iquíxidas do Egito. Esse acordo permitiu que ele e o califa retornarem para Baguedade em fevereiro de 939.

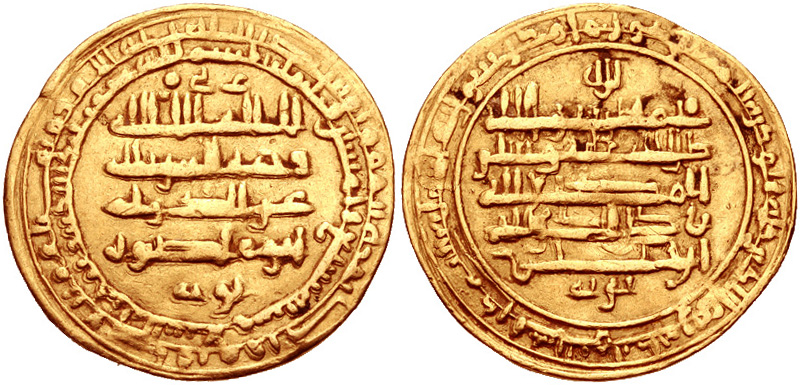
Dinar do buída r.

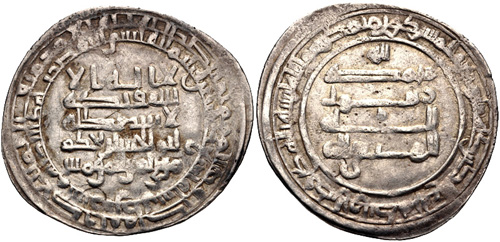
Dirrã de Almutaqui r.

Bajecã, tendo consolidado seu controle sobre Baguedade, agora virou-se para enfrentar a ameaça imposta pelos buídas. Para este fim, fortaleceu seus laços com os Albarides de Baçorá, entregando Uacite, como previamente acordado, nomeando Abu Abedalá Albaridi como vizir da corte abássida (embora o último permaneceu em Uacite e não visitou a capital), e, finalmente, pelo seu casamento com uma das filhas de Albaridi. O sucesso de Bajecã contra os buídas foi misto: Uacite foi salva do ataque buída, e os Albarides lideraram uma campanha bem-sucedida em Susiana, mas uma expedição em Jibal foi esmagada pelo terceiro irmão buída, Haçane (r. 935–976). Porém aliança com os Albarides rapidamente azedou, com Albaridi ainda mantendo sua ambição de substituí-lo, e Bajecã estava consciente disso. No final de agosto de 940, Bajecã removeu Albaridi de seu vizirato e lançou um ataque em Uacite, que os Albarides abandonaram sem resistência. Ao mesmo tempo, Baguedade estava em tumulto com violência religiosa recorrente, com membros fanáticos hambalitas impondo suas doutrinas sobre a população geral.
Em dezembro de 940, Arradi morreu. Bajecã permaneceu em Uacite, mas enviou seu secretário para Baguedade para convocar um concílio dos aristocratas abássidas, que selecionaram Almutaqui (r. 940–944), o irmão de Arradi, como califa. Bajecã também enviou um escravo chamado Tacinaque para o palácio do califa falecido, o Palácio do Sultão, para procurar vários itens, incluindo a valiosa pérola Iatima. Ele também obteve três escravas do palácio de Arradi, cujo canto lembrou de suas antigas visitas ao califa.
Entre as primeiras ações de Almutaqui como califa estava a confirmação de Bajecã como emir de emires. Apesar do gesto de apoio de Almutaqui, Bajecã ainda enfrentou oposição entre os governadores provinciais semi-autônomos, incluindo Albaridi.

### Morte e anarquia subsequente

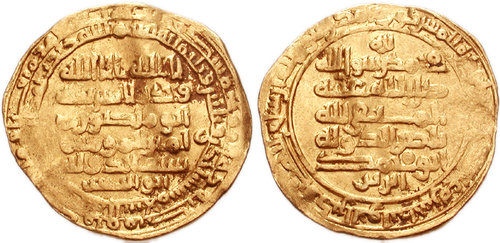
Dinar de ouro de Nácer Adaulá r.

Bajecã fez campanha contra Albaridi no começo da primavera de 941. Seus tenentes foram num primeiro momento derrotados pelos Albarides, razão pela qual Bajecã deixou Uacite para tomar o campo. Em seu caminho para juntar-se com seu exército, foi informado que seus generais conseguiram uma grande vitória sobre eles, e decidiu retornar. Em 21 de abril de 941, enquanto viajando, tomou parte numa excursão de caça, durante a qual ele e seu grupo inadvertidamente encontrou um bando de salteadores curdos. Durante uma breve escaramuça, Bajecã foi morto quando um dos curdos perfurou-o nas costas com sua lança.
A morte inesperada de Bajecã criou um vácuo de poder na capital, com desavenças entre as forças dailamitas e turcas incitando os primeiros a juntarem-se com o derrotado Albaridi. Com sua assistência, marcou sobre Uacite e Baguedade, capturando-os, mas foi logo forçado a fugir devido à desordem que se seguiu sua usurpação do poder. Um chefe dailamita chamou Curanquije para substituí-lo como governante de facto da capital, mas ele impôs um governo tirânico, e Almutaqui apelou para o antigo emir de emires ibne Raique por assistência.

Império Seljúcida em 1092. A conquista de Baguedade está descrita

Ibne Raique logo retomou controle de Baguedade, mas o tumulto político não cessou com sua reinstalação como emir de emires. Mais uma vez, Albaridi capturou a cidade, e ibne Raique fugiu com o califa para Moçul, donde os governantes hamadânidas lançaram uma tentativa bem-sucedida de restaurá-los. O emir hamadânida Haçane, após ordenar o assassinato de ibne Raique, foi feito emir de emires e recebeu o lacabe de Nácer Adaulá ("Defensor da dinastia"). Em 943, os hamadânidas foram forçados a retornar para Moçul quando Tuzum, um dos oficiais de Bajecã, tomou o poder com apoio militar; no ano seguinte, Tuzum capturou, cegou e depôs Almutaqui, assumindo o papel de emir de emires. O irmão do califa, Almostacfi (r. 944–946), foi nomeado como seu sucessor. A competição pelo controle do califa terminou em 945, quando o buída Amade tomou a posição de emir de emires com o título de Muize Adaulá. Isso iniciou o período do controle incontroverso sobre Baguedade e Iraque, que durou até a conquista seljúcida nos anos 1050.

## Personagem
Apesar de sua origem escrava, Bajecã foi educado em árabe (embora relatadamente não falou-o por temer cometer erros), respeitado por intelectuais e foi conhecido por procurar a companhia de homens como Alçuli e o médico Sinane ibne Tabite. Está nos escritos deles que o vislumbre de seu caráter sobrevive. De acordo com o pesquisador Marius Canard, Bejkam foi "cobiçoso de poder e dinheiro, ele não hesitou recorrer a dissimulação e ardil, corrupção e tortura para atingir seus fins; ele foi às vezes cruel, embora sua bravura foi lendária, e foi mais direito em caráter que ibne Raique". Bajecã foi também solícito do bem-estar de seus assuntos, e especialmente os habitantes de Uacite acalentaram sua memória.